# ماريو إسكوبار (حكم)
ماريو إسكوبار (مواليد 19 سبتمبر 1986) هو حكم كرة قدم غواتيمالي، حصل على الشارة الدولية من قبل الفيفا في 2013.